# El tren de las 4:50
El tren de las 4:50 (título original en inglés: 4.50 from Paddington, o What Mrs. McGillicuddy Saw!) es un libro de la escritora británica Agatha Christie, publicado originalmente en Reino Unido por Collins Crime Club en noviembre de 1957.

## Argumento
La Sra. McGillicuddy ve a una mujer siendo estrangulada en el instante que el tren en que se encuentra disminuye la velocidad y el tren en sentido contrario acelera. La policía no cree en la única testigo por no encontrar al cadáver.
Ella fue testigo ocular de un crimen que sólo será solucionado por la simpática Miss Marple, gracias a la ayuda de la astuta Lucy (una mujer inteligente, no acostumbrada a la rutina).
Un caso aparentemente aislado, pero "relacionado" con la residencia HALL, propiedad de un viejo avaro pero rico que vive junto a la siempre complaciente Emma, su hija, en esta residencia apartada del mundo urbano existen muchos sospechosos, todos con sus motivos aparentemente fundados en la aparición de la esposa de su hermano fallecido en la guerra, quien se supone ha regresado a cobrar lo que le corresponde; el primer sospechoso, Alfredo, muchacho de malas mañas para obtener dinero fácil y rápido; el segundo, Humberto, inversionista perfeccionista aparentemente en gran auge nadie sabe que está en la ruina. Este caso involucra dos muertes más; sin embargo este misterio aparentemente fácil sorprende a cualquiera por el rápido raciocinio de Miss Marple, quien en el capítulo final sorprende a todos con la verdad: el verdadero culpable; que no estaba más que pensado en la cabeza de la vieja detective.
- Datos: Q197243
- Multimedia: 4:50 from Paddington (1987 film) / Q197243